# Колесо духів
Колесо духів (араб. رجم الهري, Руджм аль-Хірі; івр. גִּלְגַּל רְפָאִים, Гільгаль-Рефаїм) — древня мегалітична пам'ятка, що складається з концентричних кам'яних кіл з курганом у центрі. Розташована на окупованій Ізраїлем частині Голанських висот, за 16 км на схід від узбережжя Тиверіадського озера в центрі великого плато, покритого сотнями дольменів.
Складається з понад 42 000 базальтових скель, розташованих у вигляді концентричних кіл, в центрі — курган заввишки 4,6 м. Деякі кола є повними, інші — неповними. Зовнішня стіна має діаметр 160 м і висоту 2,4 м. Створення Колеса духів та інших прилеглих стародавніх поселень, датується археологами як 2 період ранньої Бронзової доби (3000—2700 рр. до н. е.).
Оскільки розкопки дали дуже мало матеріальних рештків, ізраїльські археологи припускають, що пам'ятка не була оборонною позицією чи житловим кварталом, а вірогід, ритуальним місцем, можливо, пов'язаним з культом мертвих.
Однак немає єдиної думки щодо її функції, оскільки на Близькому Сході не було виявлено жодної аналогічної структури.

## Етимологія
Назва Руджм аль-Хірі, «купа каменів дикого кота», взята з сирійської карти. Термін руджм арабською мовою (мн. руджум; іврит: рогем) може також стосуватися тумулуса — купи каміння, під якою розташоване людське поховання.
Рогем Хірі — варіант івритом. У сучасному івриті за назву пам'ятки використовується Гільгаль-Рефаїм — «колесо духів» (або привидів).

## Структура й опис

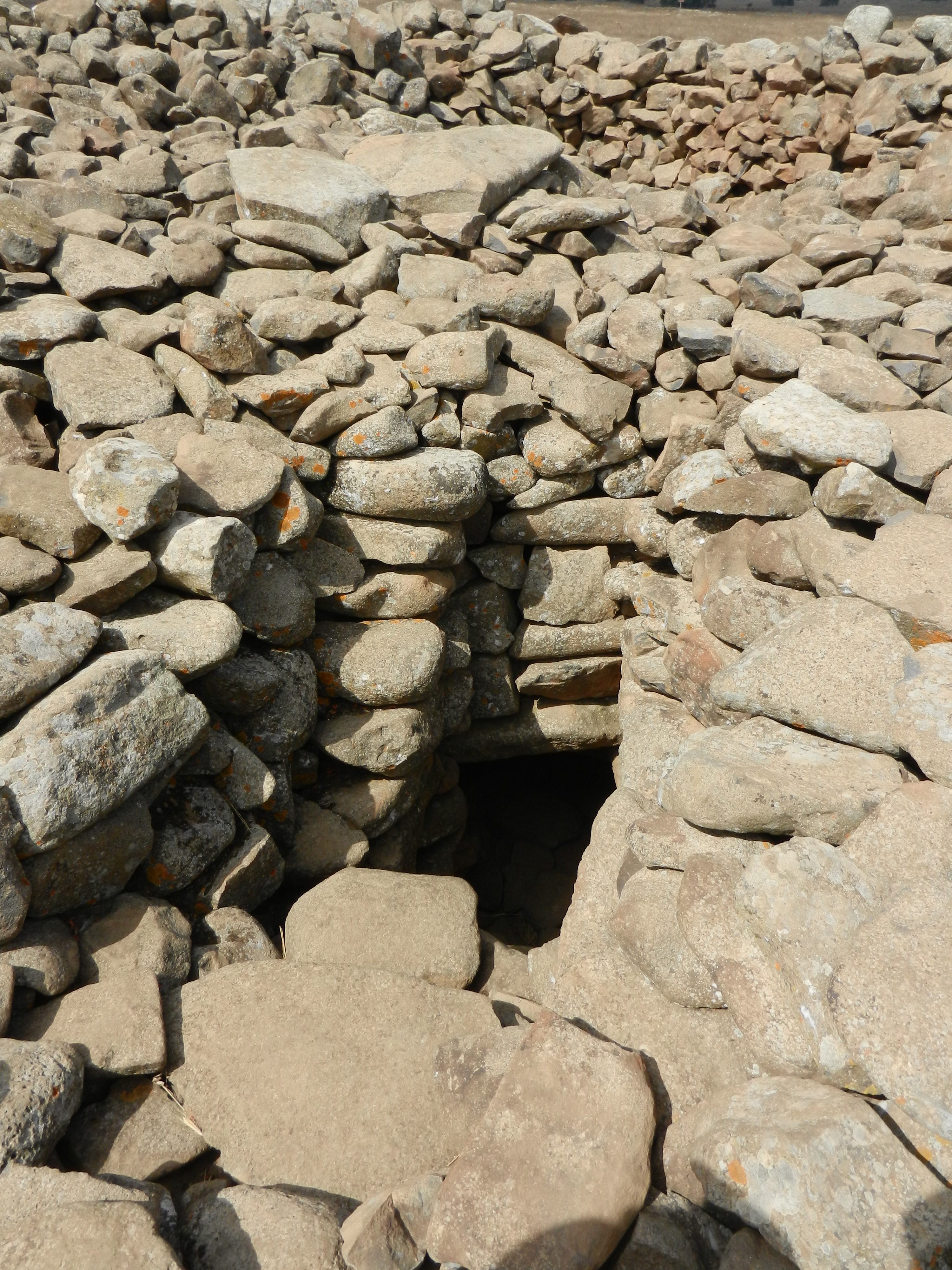
Вхід в похоронну печеру

Розмір і місце розташування пам'ятки на широкому плато, по якому також розкидані сотні дольменів, означає, що для повноти картини необхідний погляд згори. Для будівництва використані базальтові породи, поширених в районі Голанських висот завдяки минулій вулканічній активності. Використано 37 500—40 000 т частково обробленого каменю, який укландено до висоти до 2 метрів. За оціниками Фрейкмана, транспортування каменю і будівництво масивної споруди мало зайняти 25 000 робочих днів. Пам'ятку часто називають «Стоунхенджем Леванту».
Рештки складаються з великого кола (злегка овального) з базальтових гірських порід, всередині якого є чотири невеликі концентричні кола, кожне з яких стає все тоншим; деякі з них завершені, інші неповні. Стіни кола з'єднані нерівномірно розкиданими невеликими кам'яними стінами, перпендикулярними до кіл.
Центральний тумулус побудований з дрібних каменів і, як вважають, був побудований після завершення навколишніх стін. Він має діаметр 20 м і висоту 4,6 м. До нього підходять чотири головні кам'яні стіни. Перша стіна, у формі півкола, має 50 м в діаметрі і 1,5 м в ширину. Ця стіна з'єднана з наступною, майже повним колом діаметром 90 м. Третя стіна — це повне коло, 110 м в діаметрі і 2,6 м в ширину. Четверта і найдальша стіна є найбільшою: 150 м в діаметрі і 3,2 м в ширину.
Два входи розміщені на північному сході (завширки 29 м) і південному сході (завширки 26 метрів). Північно-східний вхід має 6,1 м і вказує на центр кола, і загалом збігається з напрямом сходу сонця літнього сонцестояння. Вісь гробниці, виявленої всередині пам'ятки, має такий же напрямок. Гора Хермон розташована майже строго на північ, а гора Фавор — в приблизному напрямку на схід сонця зимового сонцестояння. Геометрія й астрономія візуально по'єднані у конструкції храму.

## Історія та призначення
Пам'ятка була занесена в каталог у ході археологічного обстеження, яке проводили в 1967—1968 роках Шмаря Гутман і Клер Епштейн. Місце є вірогідним джерелом легенди про «спадщину велетнів» або рефаїми Ога. Дослідники використовували сирійські карти, і на вершині тура було знайдено сирійський тригонометричний пункт. Після цього первинного дослідження, серйозні археологічні розкопки розпочалися в 1980-х роках під керівництвом ізраїльських професорів Моше Кохаві і Йоні Мізрахі, як частина археологічного проекту «Земля Гешур».

### Гіпотези
- Поклоніння. Згідно з цією гіпотезою, місце використовувалося для спеціальній церемонії у найдовші і найкоротші дні в році. Найдовшого дня в році перші промені сонця мають падати в отвір у північно-східному вході. Кут виконано не ідеально, імовірно через те, що будівельники не мали достатньо точних архітектурних інструментів. Жителі могли використовувати місце для поклоніння Таммузу й Іштар, богам родючості,[9] щоб подякувати їм за хороший урожай упродовж року. Після зведення могили в центрі, шлях променям був заблокований.
- Місце поховання. З'ясувалося, що місце поклоніння згодом стало місцем поховання[11] лідерів або інших значущих людей. На підтримку цієї гіпотези виступає знайдена гробниця. Однак не було знайдено жодних людських останків — лише предмети, що вказують на функції місця, як поховання. Крім того, навіть якщо це і є гробниця, то це не первісна функція споруди, бо поховання на 1000 років новіше, ніж решта споруди.
- Дахма. Археолог Рамі Арав припускає, що пам'ятка використовувалася подібно до дахм зороастрійців, куди клали тіла помелих, щоб птахи поживилися плоттю.[7]
- Календар. Дехто вважає, що пам'ятка використовувалася як давній календар. Під час двох рівнодень промені сонця проходили між двох скель, заввишки 2 м, завширки 5 м, зі східного краю споруди. На думку Ентоні Авени і Йоні Мізрахі, сонце світить в центр на світанку літнього сонцестояння. Інші зарубки в стінах вказують на весняне й осіннґ рівнодення.[15]
- Астрономічні спостереження. Можливо, місце використовувалося для астрономічних спостережень з сузір'ями і, напевно, релігійних розрахунків. Дослідники виявили, що розміри і пропорції схожі до структур інших періодів, і частково засновані на розташуванні зір.[16]

## Сучасність
У 2007 році розкопки проводилиЙосеф Гарфинкель і Міхаель Фрейкман Єврейського університету в Єрусалимі. Фрейкман повернувся влітку 2010 року для подальшого дослідження датування і призначення споруди. Фрейкман вважає, що гробниця в центрі побудована в той же час, що й кільця. Гробницю пограбували розбійники, забравши залишки одягу і зброї, але на основі енеолітичної застібки, знайденої в проході, Фрейкман припускає, що могила є основним призначенням споруди з кілець.
Прихильники течій нью-ейдж течій, які виступають за повернення до природи, збираються поблизу пам'ятки на літнє сонцестояння і на рівнодення, щоб спостерігати, як перші промені проходять повз скелі.[джерело?]
«Голанський шлях», розмічена 130-кілометрова пішохідна стежка, яка тягнеться уздовж всієї довжини Голанських висот, проходить повз Гільгаль-Рефаїм.

## Подальше читання
- Kochavi, M. (1989). The Land of Geshur Project: Regional Archaeology of Southern Golan (1987–1988). Israel Exploration Journal[en] (39): 1—9.